# VM i badminton 2003
VM i badminton 2003 var det 13. VM i badminton afholdt af International Badminton Federation. Mesterskabet blev afviklet i National Indoor Arena i Birmingham, England i perioden 28. juli - 3. august 2003. England var VM-værtsland for anden gang, og det var også anden gang, at National Indoor Arena lagde gulv til VM-arrangementet.

## Medaljevindere
| Række        | Guld                        | Sølv                         | Bronze                        | Bronze                        |
| ------------ | --------------------------- | ---------------------------- | ----------------------------- | ----------------------------- |
| Herresingle  | Xia Xuanze                  | Wong Choong Hann             | Shon Seung-Mo                 | Bao Chunlai                   |
| Damesingle   | Zhang Ning                  | Gong Ruina                   | Zhou Mi                       | Mia Audina                    |
| Herredouble  | Lars Paaske Jonas Rasmussen | Candra Wijaya Sigit Budiarto | Sang Yang Zheng Bo            | Fu Haifeng Cai Yun            |
| Damedouble   | Gao Ling Huang Sui          | Wei Yili Zhao Tingting       | Shizuka Yamamoto Seiko Yamada | Rikke Olsen Ann-Lou Jørgensen |
| Mixed double | Kim Dong-Moon Ra Kyung-Min  | Zhang Jun Gao Ling           | Jonas Rasmussen Rikke Olsen   | Chen Qiqiu Zhao Tingting      |

### Medaljetabel
| Land       | Guld | Sølv | Bronze | Total |
| ---------- | ---- | ---- | ------ | ----- |
| Kina       | 3    | 3    | 5      | 11    |
| Danmark    | 1    | -    | 2      | 3     |
| Sydkorea   | 1    | -    | 1      | 2     |
| Indonesien | -    | 1    | -      | 1     |
| Malaysia   | -    | 1    | -      | 1     |
| Japan      | -    | -    | 1      | 1     |
| Holland    | -    | -    | 1      | 1     |